# Rohr, Aargau
Rohr är en ort i kommunen Aarau i kantonen Aargau, Schweiz. Orten var före den 1 januari 2010 en egen kommun, men inkorporerades då in i kommunen Aarau.